# To liv
To liv är en norsk svartvit dramafilm från 1946 i regi av Titus Vibe-Müller.

## Handling
Filmen skildrar en norsk familj under andra världskriget. En man nästlar sig in i familjen och anger sonen och förför dottern. Barnens mor tar saken i egna händer skjuter mannen.

## Rollista
- Wenche Klouman – Wenche Nordgaard, dottern
- Rolf Christensen – Sahlmann, subagent
- Erling Drangsholt – Ivar Nordgaard, høyesterettsadvokat
- Thorleif Enersen – polis
- Jon Lennart Mjøen – Klaus Thon, disponent
- Sigrun Otto – Else Nordgaard, Ivars hustru
- Frank Robert – Lars Nordgaard, sonen
- Erna Schøyen
- Ulf Selmer
- Carl Struve – Gustafsen
- Kirsten Sørlie – Marthe, piga hos Nordgaard

## Om filmen
To liv är Titus Vibe-Müllers regidebut och producerades av bolaget Dovrefilm. Filmen bygger på Finn Bøs pjäs med samma namn och Bø skrev också filmmanuset. Den fotades av Kåre Bergstrøm och premiärvisades den 26 december 1946 i Norge. Musiken komponerades av Christian Hartmann och framfördes med Øivind Bergh som orkesterledare.